# Diálisis de hígado
La diálisis de hígado es un tratamiento de desintoxicación para las fallas en el funcionamiento del hígado y ha dado esperanzas a los pacientes con síndrome hepatorenal. Es parecido a la hemodiálisis y se basa en los mismos principios. Al igual que un hígado bioartificial, es una forma de soporte artificial extracorpóreo para el hígado.
Un punto crítico del síndrome clínico de falla en el funcionamiento del hígado es la acumulación de toxinas que el hígado enfermo no puede limpiar. Con base en esta hipótesis, el retiro de sustancias lipofílicas relacionadas con la albúmina, como la bilirrubina, ácidos biliares, metabolitos de aminoácidos aromáticos, ácidos grasos de cadena media y citocinas debería ser benéfico para el curso clínico de un paciente con deficiencia hepática. Esto llevó al desarrollo de artefactos de absorción y filtrado artificial.
La hemodiálisis se usa para las enfermedades renales, principalmente para retirar toxinas solubles al agua. Sin embargo, no retira toxinas relacionadas con la albúmina que se acumulan en las enfermedades hepáticas.

## Pronóstico y supervivencia de la diálisis de hígado
Aunque la técnica aún es muy nueva, el pronóstico para los pacientes con enfermedades hepáticas sigue sin definirse. La diálisis de hígado se considera como un puente hacia el trasplante o la regeneración del hígado en caso de una hepatitis aguda y, a diferencia de la diálisis de riñón (para la insuficiencia renal), no puede auxiliar a un paciente por períodos prolongados (meses o años).

## Artefactos para la diálisis de hígado
Entre los aparatos artificiales de desintoxicación que se encuentran bajo evaluación clínica se encuentran el Sistema MARS (iniciales de Molecular Adsorbent Recirculating System o Recirculación Molecular Absorbente), la diálisis de albúmina de pase simple o SPAD y el Sistema Prometeo.

## Sistema MARS
El MARS (iniciales de Molecular Adsorbents Recirculation System, que significa Sistema de Recirculación Molecular Absorbente) desarrollado por Teraklin AG, de Alemania, es el mejor sistema extracorporal conocido para la diálisis de hígado y fue creado a fines de la década de 1990. Consiste en dos circuitos de diálisis separados. El primero de ellos consiste en albúmina de suero humano y está en contacto con la sangre del paciente por medio de una membrana semipermeable y tiene dos filtros especiales para limpiar la albúmina después de que ha absorbido las toxinas de la sangre del paciente. El segundo circuito consiste en una máquina de hemodiálisis y se emplea para limpiar la albúmina del primer circuito antes de que vuelva a circular a la membrana semipermeable en contacto con la sangre del paciente. El Sistema MARS puede retirar una buena parte de las toxinas, como amoniaco, ácidos biliares, bilirrubina, cobre, hierro y fenoles.
El desarrollo del sistema MARS empezó en la Universidad de Rostock en Alemania. Tiene un nivel de aprobación de 510 (k) de la Administración de Drogas y Alimentos (FDA) de Estados Unidos para aplicarse en casos de sobredosis de drogas y envenenamiento desde junio de 2005 y está disponible en Estados Unidos desde fines del 2005. La primera unidad MARS en Canadá llegó al Hospital General de Toronto en el 2005.

## Diálisis de Albúmina de Paso Simple (SPAD)
La diálisis de albúmina de paso simple o SPAD es un método sencillo de diálisis de albúmina realizado con máquinas de terapia de reemplazo renal estándar, sin sistemas adicionales de bombeo de perfusión. La sangre del paciente fluye a través de un circuito con un filtro fibroso de alto flujo para hemodiálisis, idéntico al que se utiliza en el Sistema MARS. El otro lado de esta membrana se limpia con una solución de albúmina con flujo en dirección contraria, la cual es desechada después de pasar por el filtro. La hemodiálisis puede realizarse en el primer circuito con los mismos filtros de alto flujo.